# Opération Sodoma
Conflit armé colombien
Batailles
Années 1970

Anorí
Années 1980

Palais de justice
Années 1990
- Casa Verde
- Girasoles
- Las Delicias
- Quebrada El Billar
- Miraflores
- Mitú

Années 2000
- Berlín
- Reprise de la zone démilitarisée
- Alcatraz
- Jaque
- Fénix
- Dinastía

Années 2010
- Camaleón
- Sodoma
- Némésis
- Odiseo
- Combats de 2013 (processus de paix)

L'opération Sodoma (espagnol : Operación Sodoma) est le nom d'une opération militaire qui s'est déroulée les 22 et 23 septembre 2010. Elle fut menée conjointement par les forces militaires de Colombie et la police nationale colombienne contre la guérilla des Forces armées révolutionnaires de Colombie (FARC). Durant cette opération, le chef des FARC, Jorge Briceño Suárez alias Mono Jojoy, est tué. L'opération se déroula dans la municipalité de La Macarena, dans le département du Meta en Colombie.

## Contexte
L'opération Sodoma fut une des nombreuses opérations menées contre les FARC durant le conflit armé colombien. Cette guerre civile trouve ses sources dans l'assassinat du leader libéral Jorge Eliécer Gaitán le 9 avril 1948 auquel succéda une journée de manifestations, d'émeutes et de répressions violentes, appelée Bogotazo. Le Bogotazo est le premier épisode de La Violencia, période de grande violence entre les conservateurs et les libéraux qui a facilité l'émergence de deux groupes de guérilla marxistes : les Forces armées révolutionnaires de Colombie (FARC) et l'Armée de libération nationale (ELN).
Álvaro Uribe Vélez, élu pour la première fois le 26 mai 2002, puis réélu le 28 mai 2006, prit les rênes de la présidence de la Colombie après huit ans d'activité intense des FARC qui connurent plusieurs victoires importantes : les attaques de Las Delicias en 1996, d'El Billar, de Miraflores et de Mitú en 1998. Lors de la campagne présidentielle en 2002, Uribe avait déclaré « Nous avons le droit de vivre dans un pays en paix et l'obligation d'aider à y parvenir » et promit qu'il serait « le premier soldat de Colombie ». Au pouvoir, il mena une politique intransigeante vis-à-vis des guérillas baptisée « sécurité démocratique », l'objectif étant de les forcer à négocier en leur infligeant des pertes militaires. Pour cela, il renforça les moyens humains et matériels de l'armée. N'acceptant de négocier qu'avec les guérillas qui acceptaient de déclarer un cessez-le-feu, Uribe remporta un certain nombre de succès : la démobilisation de dizaines de milliers de membres de groupes paramilitaires, le cessez-le-feu des AUC, la libération d'otages comme ce fut le cas lors de l'opération Jaque ou la mort de leaders des FARC tels que Raúl Reyes lors de l'opération Phénix.
En 2010, Álvaro Uribe ne pouvant constitutionnellement pas briguer un troisième mandat, il soutint la candidature à la présidence de son ancien ministre de la défense, Juan Manuel Santos,, qui participa notamment aux succès des forces armées lors des opérations Phénix et Jaque en 2008. Le 20 juin 2010, soit quelques jours après la victoire de l'armée colombienne durant l'opération Caméléon, le candidat du Partido Social de Unidad Nacional, remporta la présidentielle avec 69,05 % des voix contre 27,52 % pour le candidat du Partido Verde, Antanas Mockus. L'opération Sodoma se déroula donc peu de temps après l'accession au pouvoir de Juan Manuel Santos.

## Planification
Álvaro Uribe et Juan Manuel Santos avaient déjà cherché plusieurs fois à localiser et bombarder l'endroit où se cachait le chef des FARC, Jorge Briceño Suárez alias Mono Jojoy. Cependant, une semaine avant le lancement de l'opération Sodoma, les militaires de haut rang se réunirent d'urgence à la base militaire de Larandia dans le département du Caquetá car la probabilité d'avoir trouvé le leader de la guérilla était très forte.
Du 18 au 19 septembre, le travail des services de renseignements militaire et de la police permet de définir que Jorge Briceño Suárez se situe dans la serranía de la Macarena, à 26 km au sud-ouest de la municipalité de La Uribe dans la vereda La Julia, une zone contrôlée par la guérilla.
Le nom de l'opération fait référence à la ville biblique maudite de Sodome (en espagnol, Sodoma).

## Déroulement
Elle fut menée du 22 au 23 septembre 2010. 20 rebelles des FARC furent tués dans l'opération tandis que 2 soldats colombiens ont péri et 5 autres blessés.